# Novotroitsk
Novotroitsk (Russisch: Новотроицк) is een stad in de Russische oblast Orenburg. De stad ligt in de Zuidelijke Oeral bij de Goeberlinskiheuvels aan de westeroever van de rivier de Oeral in het district Orsk-Tsjalilovski op 276 kilometer van Orenburg en ongeveer 30 kilometer van Orsk bij de grens met Kazachstan. Bij de volkstelling van 2002 woonden er ongeveer 106.000 mensen.
De plaats ontstond uit twee nederzettingen uit de jaren '20: Novo-troitsk en Akkermanovka. Op 13 april 1945 werden deze twee nederzettingen bestuurlijk samengevoegd tot de stad Novotrotsk.
Momenteel behoren tot het stedelijk district:
- Novotroitsk - 106.315 inwoners;
- Akkermanovka (nederzetting met stedelijk karakter) - 1.271 inwoners;
- Novoroedny (nederzetting met stedelijk karakter) - 1.941 inwoners;
- selsovjet Novonikolski (selo Novonikolsk, treinstation Goeberlja en spoorvertakking 213 km);
- selsovjet Prigornenski (selo Prigornoje en posjolok Kryk-Psjak);
- selsovjet Chabarinski (selo Chabarnoje en posjolok Staraja Akkermanovka).

De verwerking van ijzer is een belangrijke bron van inkomsten voor de stad, evenals diverse chemiebedrijven. De voetbalclub FC Nosta Novotroitsk speelt in de Russische Tweede Divisie.
| 1939  | 1959   | 1970   | 1979   | 1989    | 2002    |
| ----- | ------ | ------ | ------ | ------- | ------- |
| 3.000 | 54.500 | 83.400 | 94.600 | 106.084 | 106.315 |